# Giuseppe Battista Piacenza
Giuseppe Battista Piacenza (né le 22 mai 1735 à Turin et mort le 4 octobre 1818 à Pollone) est un architecte italien.

## Biographie
Né le 21 mai 1735 à Turin, il était fils du directeur des travaux de construction qui s’exécutaient aux palais royaux de Turin. Il se livra de bonne heure à l’étude de l’architecture sous le comte Alfieri di Sostegno, et fut ensuite envoyé à Rome aux frais de l’État, pour se perfectionner dans son art. En 1777, il obtint le titre d’architecte du roi et fut admis en 1788 au nombre des édiles de Turin. Deux ans plus tard, il devint capitaine ou conservateur du château royal de Chambéry, et en 1790 premier architecte civil de la couronne. Parmi les divers travaux dont il fut chargé, nous citerons la construction de l’église et les embellissements de la nouvelle ville de Carouge, cédée en 1814 par le roi de Sardaigne au canton de Genève. Après avoir été reçu en 1816 à l’Académie des sciences de Turin, il se retira à Pollone, où il mourut le 4 octobre 1818.

## Œuvres
On a de lui, en italien : Dissertations sur deux questions architectoniques traitées par Vitruve, Milan, 1795, in-4°. Son fils adoptif, Giuseppe Giovello, aussi architecte, a publié un autre ouvrage, que Giuseppe Battista avait commencé dès 1768, sous ce titre : Notices des professeurs de l’art du dessin, depuis Cimabue jusqu’à nos jours, Turin, imprimerie royale, 6 vol. in-4°, avec gravures. C’est la reproduction des Notizie de Philippe Baldinucci ; mais l’éditeur y a joint des notes avec des additions intéressantes, que Cicognara a justement appréciées.

## Sources
- « Piacenza (Joseph-Baptiste) », dans Louis-Gabriel Michaud, Biographie universelle ancienne et moderne : histoire par ordre alphabétique de la vie publique et privée de tous les hommes avec la collaboration de plus de 300 savants et littérateurs français ou étrangers, 2e édition, 1843-1865 [détail de l’édition]